# Penryn (Cornualles)
Penryn es una localidad situada en el condado de Cornualles, en Inglaterra (Reino Unido), con una población en 2016 de 9831 habitantes.
Se encuentra ubicada al oeste de la península del Suroeste, cerca del extremo de esta y de la orilla del canal de Brístol y del canal de la Mancha (océano Atlántico).